# Astragalus leptocaulis
Astragalus leptocaulis är en ärtväxtart som beskrevs av Carl Friedrich von Ledebour. Astragalus leptocaulis ingår i släktet vedlar, och familjen ärtväxter. Inga underarter finns listade i Catalogue of Life.